# Bina Agarwal
Bina Agarwal es una economista india y profesora de economía del desarrollo y medio ambiente en el Instituto de Desarrollo Global de la Universidad de Mánchester. Ha escrito extensamente sobre la tierra, los medios de subsistencia y los derechos de propiedad; medio ambiente y desarrollo; la economía política del género; pobreza y desigualdad; cambio legal; y agricultura y transformación tecnológica. Entre sus obras más conocidas se encuentra el libro premiado, A Field of One's Own: Gender and Land Rights in South Asia, que ha tenido un impacto significativo en los gobiernos, las ONG y las agencias internacionales en la promoción de los derechos de las mujeres sobre la tierra y la propiedad. Este trabajo también ha inspirado la investigación en América Latina.

## Primeros años
Los padres de Agarwal fueron Suraj Mal y Shyama Devi Agarwal, Agarwal nombró un premio de libro en su honor. Obtuvo su BA y MA de la Universidad de Cambridge, y su doctorado en economía de la Escuela de Economía de Delhi, Universidad de Delhi, su disertación fue Mecanización en la agricultura india: un estudio analítico basado en el Punjab.

## Carrera
Sus puestos universitarios incluyen puestos en Princeton, Harvard, Míchigan, Minnesota y la Universidad de Nueva York. En Harvard fue la primera profesora visitante de Daniel Ingalls Agarwal también ha sido presidenta de la Sociedad Internacional de Economía Ecológica. Vicepresidenta de la Asociación Económica Internacional, Presidenta de la Asociación Internacional de Economía Feminista, en la Junta de la Red de Desarrollo Global y una de los veintiún miembros de la Comisión de Medición del Desempeño Económico y Progreso Social, presidido por el Premio Nobel Joseph Stiglitz. Ha sido miembro del Comité de Políticas de Desarrollo de la ONU (Nueva York) y UNRISD (Ginebra). Tiene doctorados honorarios del Instituto de Estudios Sociales de los Países Bajos y de la Universidad de Amberes en Bélgica.

## Conceptos y áreas de enfoque
La experiencia de Agarwal es en temas relacionados con la economía rural. Ha utilizado de manera creativa diversas metodologías (desde análisis econométricos hasta evaluaciones cualitativas ) y un enfoque interdisciplinario para brindar información sobre la tierra, los medios de subsistencia y los derechos de propiedad; medio ambiente y desarrollo; la economía política del género; pobreza y desigualdad; ley; así como agricultura y cambio tecnológico. Se ocupa especialmente de la conexión de la desigualdad de género, la exclusión social, la propiedad y el desarrollo. Su trabajo pionero ha tenido gran impacto tanto en el mundo académico como entre los responsables políticos y los profesionales. Una gran parte de su trabajo compara países, especialmente dentro del sur de Asia. En A Field of One's Own (Cambridge University Press, 1994), su obra más conocida, Agarwal subraya que "el factor más importante que afecta la situación de las mujeres es la brecha de género en el control de la propiedad". También forma parte del consejo editorial de Journal of Women, Politics &amp; Policy.
Estimulados por el trabajo de Agarwal y el exitoso movimiento que lideró en 2004-2005, los legisladores indios aprobaron la Ley de sucesión hindú (enmienda) en 2005. Esta ley otorga a todas las mujeres hindúes (casadas y solteras) los mismos derechos que los hombres en la propiedad y herencia de bienes, en particular tierras agrícolas.
Agarwal ha desafiado constantemente los análisis y supuestos económicos estándar. En sus escritos sobre el "enfoque de negociación" de las relaciones intrafamiliares, desafía los modelos de hogar unitario y amplía los modelos de negociación formal para resaltar la importancia de las normas sociales, las percepciones sociales y la propiedad en la determinación del poder de negociación de las mujeres. Ella también demuestra la interconexión de la familia, la comunidad, el mercado y el estado para determinar el poder de negociación de una persona en cualquier esfera. Su artículo "Negociación y relaciones de género" es el artículo más descargado hasta la fecha en la revista Feminist Economics.  En otro artículo, "Negociación y cambio legal", Agarwal examina cómo las mujeres en India pudieron negociar con el Estado para aprobar las leyes de herencia de 1956 y lograr su enmienda en 2005.
En otra extensión importante de su trabajo sobre género, propiedad y poder, Agarwal demuestra en su artículo de rigor empírico "Hacia la libertad de la violencia doméstica", que la capacidad de las mujeres para poseer y heredar tierras actúa como un elemento disuasorio significativo contra la violencia marital. Sus libros recientes incluyen: Psicología, Racionalidad y Comportamiento Económico (coeditado; Palgrave, 2005), Capacidades, Libertad e Igualdad (coeditado, Oxford University Press, Delhi, 2006). Su libro más reciente es Gender and Green Governance (Oxford University Press, Oxford y Delhi, 2010), que ha sido ampliamente citado y revisado favorablemente tanto en revistas académicas como en la prensa popular (EPW e Indian Express).

## Cargos y premios
Bina Agarwal ha ocupado cargos distinguidos en muchas universidades internacionales, incluida Harvard (fue la primera profesora visitante de Daniel Ingalls), la Universidad de Míchigan (Ann Arbor), la Universidad de Minnesota (donde ocupó la cátedra Winton) y la Universidad de Nueva York. Escuela Universitaria de Derecho. En 2006–07, Agarwal también fue investigador invitado en la Escuela de Gobierno Kennedy de la Universidad de Harvard. Además, ha sido vicepresidenta de la Asociación Económica Internacional, presidenta de la Asociación Internacional de Economía Feminista, y miembro del directorio de la Red de Desarrollo Global. Agarwal es miembro fundador de la Sociedad India de Economía Ecológica. Es una de las dos únicas mujeres que formaron parte de la Comisión para la Medición del Desempeño Económico y el Progreso Social, presidida por el premio Nobel Joseph Stiglitz y creada por el presidente Sarkozy. También ha sido consultora de la Comisión de Planificación de la India y forma parte de los consejos editoriales de varias revistas académicas internacionales.
En 2009, Agarwal fue nominada a la junta directiva del Instituto de Investigación de las Naciones Unidas para el Desarrollo Social (UNRISD); dichas nominaciones son aprobadas por el Consejo Económico y Social de las Naciones Unidas (ECOSOC). El 29 de marzo de 2010, el Instituto de Medio Ambiente y Desarrollo Global (GDAE) le otorgó el Premio Leontief 2010, un premio anual que lleva el nombre del Premio Nobel Wassily Leontief. La codirectora de GDAE, Neva Goodwin, escribió: "Bina Agarwal encarna el tipo de economía teóricamente rigurosa, empíricamente fundamentada y orientada a la política que el Premio Leontief fue creado para reconocer", y "Sus contribuciones tanto a la erudición como a la política sobre desarrollo económico, la el medio ambiente, el bienestar y el género han sido una inspiración para GDAE durante muchos años". Actualmente es presidenta electa de la Sociedad Internacional de Economía Ecológica. También encabeza un "Grupo de Trabajo sobre Agricultores Desfavorecidos, incluidas las Mujeres" para el 12.º Plan Quinquenal de la India, y forma parte del Panel del primer ministro de la India sobre Reforma Agraria. Además, Agarwal forma parte del consejo asesor de Academics Stand Against Poverty (ASAP).

## Honores adicionales
- Primer premio Ramesh Chandra Agrawal 2005 por contribuciones sobresalientes a la economía agrícola.
- Premio Malcolm Adiseshiah 2002 por contribuciones distinguidas a los estudios de desarrollo.[2]
- PREMIOS para Un campo propio: género y derechos a la tierra en el sur de Asia:
- Ananda Kentish Coomaraswamy Book Prize 1996, otorgado por la Asociación de Estudios Asiáticos (EE. UU.) (primer asiático del sur en ganar el premio. )[2]
- Premio Edgar Graham Book 1996, otorgado cada dos años por el Departamento de Estudios del Desarrollo de la Escuela de Estudios Africanos y Orientales de la Universidad de Londres.[2]
- El premio KH Batheja 1995–96 otorgado cada dos años por la Universidad de Bombay y Batheja Trust que premia los trabajos más meritorios sobre India y desarrollo.[2]
- El Instituto de Estudios Sociales (ISS) otorgó a Agarwal un doctorado honorario en 2007 y la Universidad de Amberes le otorgó un doctorado honorario en abril de 2011.
- Padma Shri otorgado por el presidente de la India en 2008[17]

## Trabajos seleccionados

### Libros
- Agarwal, Bina (1976). Monsoon poems. USA: Ind-U. S. Incorporated. ISBN 9780892538089.
- Agarwal, Bina (1986). Mechanization in Indian agriculture: an analytical study based on the Punjab. New Delhi u.a: Allied Publishing. ISBN 9788170230793.
- Agarwal, Bina (1986). Cold hearths and barren slopes: the woodfuel crisis in the Third World. New Delhi: Allied Publishers. ISBN 9788170230076.
- Agarwal, Bina; Afshar, Haleh (1989). Women, poverty and ideology in Asia: contradictory pressures, uneasy resolutions. Houndmills, Basingstoke, Hampshire England: Macmillan. ISBN 9780333444092.
- Agarwal, Bina (1994). A field of one's own: gender and land rights in South Asia. Cambridge England New York, NY, USA: Cambridge University Press. ISBN 9780521429269.
- Agarwal, Bina (1988). Structures of patriarchy: state, community, and household in modernising Asia. New Delhi: Kali for Women. ISBN 9788185107066.
- Agarwal, Bina; Vercelli, Alessandro (2005). Psychology, rationality, and economic behaviour: challenging standard assumptions. Houndmills, Basingstoke, Hampshire New York: Palgrave Macmillan in association with International Economic Association. ISBN 9781403942531.
- Agarwal, Bina (2007). Capabilities, freedom, and equality: Amartya Sen's work from a gender perspective. New Delhi New York: Oxford University Press. ISBN 9780195692372.
- Agarwal, Bina (2010). Gender and green governance: the political economy of women's presence within and beyond community forestry. Oxford England New York USA: Oxford University Press. ISBN 9780191614309.

### Capítulos en libros
- Agarwal, Bina (2009), «Engaging with Sen on gender relations: cooperative conflicts, false perceptions and relative capabilities»,  en Kanbur, Ravi; Basu, Kaushik, eds., Arguments for a better world: essays in honor of Amartya Sen | Volume II: Society, institutions and development, Oxford New York: Oxford University Press, pp. 157-177, ISBN 9780199239979..

### Revistas
- Agarwal, Bina (1997). «"Bargaining" and gender relations: within and beyond the household». Feminist Economics 3 (1): 1-51. doi:10.1080/135457097338799.
- Agarwal, Bina; Robeyns, Ingrid; Humphries, Jane (2003). «Exploring the challenges of Amartya Sen's work and ideas: an introduction». Feminist Economics 9 (2–3): 3-12. S2CID 51098991. doi:10.1080/1354570032000099039.
- Agarwal, Bina; Robeyns, Ingrid; Humphries, Jane (2003). «Continuing the conversation». Feminist Economics 9 (2–3): 319-332. S2CID 153917523. doi:10.1080/1354570032000089788.
- Agarwal, Bina; Panda, Pradeep (2005). «Marital violence, human development and women's property status in India». Journal of Human Development 33 (5): 823-850. doi:10.1016/j.worlddev.2005.01.009. Pdf.
- Agarwal, Bina; Panda, Pradeep (2007). «Toward freedom from domestic violence: the neglected obvious». Journal of Human Development 8 (3): 359-388. S2CID 28511073. doi:10.1080/14649880701462171. Pdf.